# Zygia
Zygia är ett släkte av ärtväxter. Zygia ingår i familjen ärtväxter.

## Bildgalleri

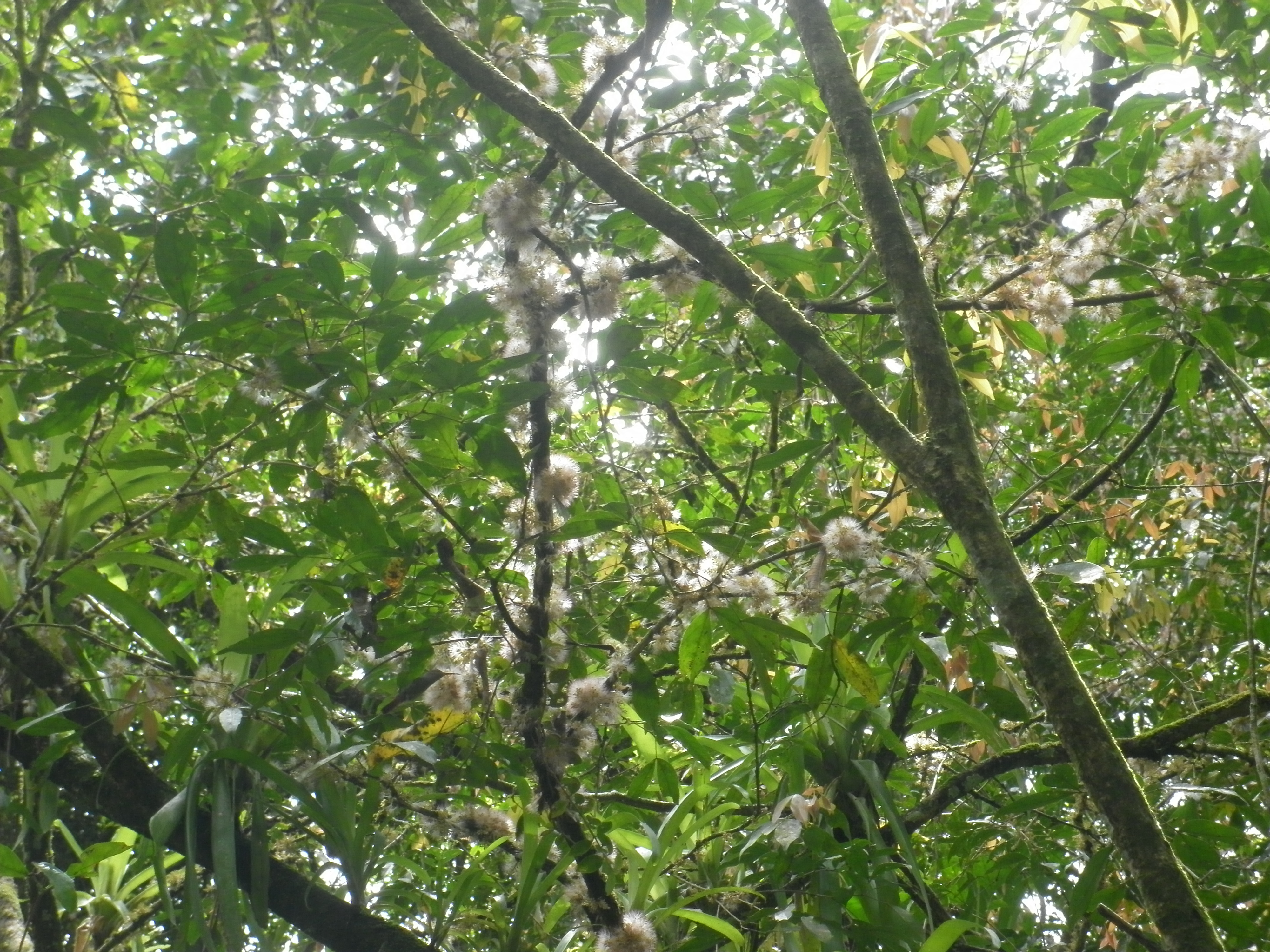

## Dottertaxa tillZygia, i alfabetisk ordning[1]
- Zygia ampla
- Zygia andaquiensis
- Zygia bangii
- Zygia biblora
- Zygia bifoliola
- Zygia brenesii
- Zygia cataractae
- Zygia cauliflora
- Zygia coccinea
- Zygia codonocalyx
- Zygia cognata
- Zygia confusa
- Zygia conzattii
- Zygia cupirensis
- Zygia dissitiflora
- Zygia englesingii
- Zygia garcia-barrigae
- Zygia gigantifoliola
- Zygia guinetii
- Zygia hernandezii
- Zygia heteroneura
- Zygia inaequalis
- Zygia inundata
- Zygia juruana
- Zygia latifolia
- Zygia lehmannii
- Zygia longifolia
- Zygia macbridii
- Zygia megistocarpa
- Zygia morongii
- Zygia multipunctata
- Zygia obolingoides
- Zygia odoratissima
- Zygia paucijugata
- Zygia peckii
- Zygia picramnioides
- Zygia pithecolobioides
- Zygia rhytidocarpa
- Zygia rubiginosa
- Zygia selloi
- Zygia trunciflora
- Zygia turneri
- Zygia unifoliolata
- Zygia vasquezii